# A Night at the Adonis
A Night at the Adonis és una pel·lícula pornogràfica gai, estrenada en 1978 i rodada des de 1977. Va ser dirigida per Jack Deveau i protagonitzat per Jack Wrangler, el famós actor pornogràfic dels setanta que també havia fet escenes bisexuals.

## Argument
Donald és un home que recorre la ciutat i es dirigeix a una cantina teatral coneguda com a Times Square, i s'adona que les obres de teatre era d'homes nus que practicaven sexe simultàniament. Queda convençut que aquest lloc és el que buscava i mentre veu les obres teatrals, és perseguit per diversos homes que es trobaven en la cantina.

## Repartiment
| Actor            | Personatge                         |
| ---------------- | ---------------------------------- |
| Jack Wrangler    | Donald                             |
| Roger            | Muchacho en la cantina             |
| Chris Michaels   | Jake                               |
| Big Bill Eld     | noi en la cantina                  |
| Mandingo         | noi en l'obra teatral              |
| Marcos Woodward  | noi en l'obra teatral              |
| Arnaldo Santana  | Ray                                |
| Tommy Riscica    | Fred                               |
| Jim Delegatti    | noi en la cantina                  |
| Ken Schneizez    | Ken Schneizez                      |
| Muffie Mayer     | Muffie Mayer                       |
| Geraldo          | noi en la cantina i l'obra teatral |
| Eartha Hugee     | dona en l'entrada                  |
| Jayson MacBride  | Louis                              |
| Koos Chapman     | noi en la cantina                  |
| Lee Foster       | noi en l'obra teatral              |
| Keith Strickland | Keith Strickland                   |
| Paul Mutilar     | Paul Mutilar                       |
| Victor Williams  | home en la cantina                 |
| Todd Travers     | Todd Travers                       |
| Robert A. Glory  | noi en la cantina i obra teatral   |